# Benjamin Waterhouse Hawkins

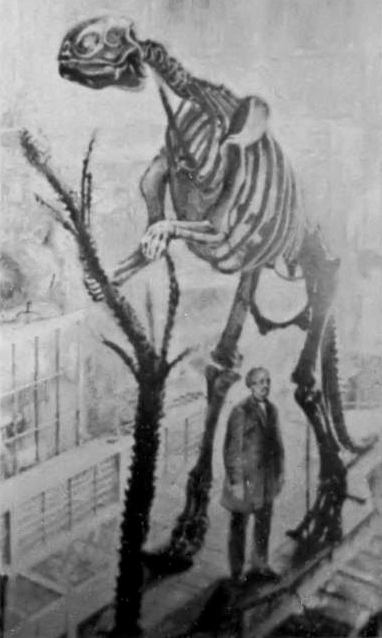
Benjamin Waterhouse Hawkins con un Hadrosaurus, el primer esqueleto montado de dinosaurio en el mundo.

Benjamin Waterhouse Hawkins (Londres, 8 de febrero de 1807 - 27 de enero de 1894) fue un escultor inglés y apasionado de la historia natural, conocido por sus esculturas sobre modelos de tamaño natural de dinosaurios en The Crystal Palace de Londres. También fue un zoólogo notable.

## Biografía
Benjamin Waterhouse Hawkins nació en Bloomsbury, Londres el 8 de febrero de 1807, hijo del artista Thomas Hawkins, y Louisa Anne Waterhouse, hija de una familia de hacendados de Jamaica con aparentes simpatías católicas. Estudió en el St. Aloysius College, y aprendió escultura bajo la enseñanza del maestro William Behnes. A la edad de 20 años, comenzó a estudiar historia natural y geología más tarde. Contribuyó con ilustraciones para The Zoology of the Voyage of HMS Beagle. Durante la década de 1840, realizó estudios sobre animales que vivían en Knowsley Park, cerca de Liverpool para Edward Stanley, XIII conde de Derby. El parque era una de las mayores reservas privadas en la Inglaterra victoriana y el trabajo de Hawkins fue publicado más tarde con el texto de John Edward Gray como Gleanings from the Menagerie at Knowsley. Durante el mismo período Hawkins expuso cuatro esculturas en la Royal Academy entre 1847 y 1849, y fue elegido miembro de la Sociedad de las Artes en 1846 y miembro de la Sociedad linneana de Londres en 1847.

## Gran Exposición
Mientras tanto, posiblemente debido a las conexiones del conde de Derby, Hawkins fue nombrado asistente del superintendente de la Exposición Universal de 1851 en Londres. Al año siguiente (1852), fue designado por la empresa Crystal Palace para la creación de 33 modelos de tamaño natural de dinosaurios extintos que se colocarían en el sur del parque de Londres en la sala de cristal para la gran exposición. En este trabajo, que lo realizó en unos tres años, colaboró con sir Richard Owen y otras personalidades científicas de la época —Owen calculaba el tamaño y la forma general de los animales, dejando a Hawkins para esculpir los modelos de acuerdo con las instrucciones dadas por Owen—. Algunas de las esculturas siguen estando en exhibición en Sydenham Crystal Palace Park.

## Estados Unidos
En 1868, viajó a América para ofrecer una serie de conferencias. En colaboración con el científico Joseph Leidy, Hawkins diseñó y montó un esqueleto casi completo de Hadrosaurus que se muestra en la Academia de Ciencias Naturales en Filadelfia. Apoyado en un marco de hierro en una pose similar a la vida natural, este fue el primer esqueleto montado de un dinosaurio.
Hawkins se encargó posteriormente de producir modelos para el museo de Central Park en Nueva York, similares a los que él había creado en Sydenham. Estableció un estudio en el Museo Americano de Historia Natural en Manhattan, y planeó la creación del Museo Paleozoico. Sin embargo, la corrupción política local de William M. "Boss" Tweed, fue el motivo de archivar el proyecto en 1870. Hawkins volvió a retomar los trabajos de reconstrucción del esqueleto del dinosaurio de la Institución Smithsonian en Washington. Regresó a Inglaterra en 1874, pero casi de inmediato retornó, haciendo reconstrucciones de dinosaurios para la Universidad de Princeton (entonces llamada el College of New Jersey) en Princeton, Nueva Jersey, (donde también creó pinturas de dinosaurios), y para la Exposición del Centenario de 1876 en Filadelfia. De nuevo volvió a Gran Bretaña en 1878.

## Familia y fallecimiento
Hawkins se había casado en 1826 con Mary Selina Green, con la que tuvo seis hijos, uno de los cuales murió en la infancia. En 1835, conoció y se enamoró de la artista Frances "Louisa" Keenan, y al año siguiente, dejó su familia y se casó con ella incurriendo así en bigamia. Él se mantuvo en contacto con Mary y sus hijos, pero vivía con Louisa, con la que tuvo dos hijas más. A su regreso a Inglaterra en 1874, parece que se apartó de Louisa. Regresó nuevamente a América en 1875, después de esto, se mudó a West Brompton para estar cerca de su primera esposa, Mary, que estaba enferma. Mary murió en 1880 y en 1883, se casó con Louisa nuevamente, aunque ya no eran convivientes en ese momento lo llevó a cabo probablemente por razones legales (para legitimar a sus hijas), y al parecer nunca hubo una verdadera reconciliación. Hawkins sufrió un derrame cerebral en 1889, dando lugar a informes erróneos de su muerte, y finalmente murió el 27 de enero de 1894.

## Galería de imágenes

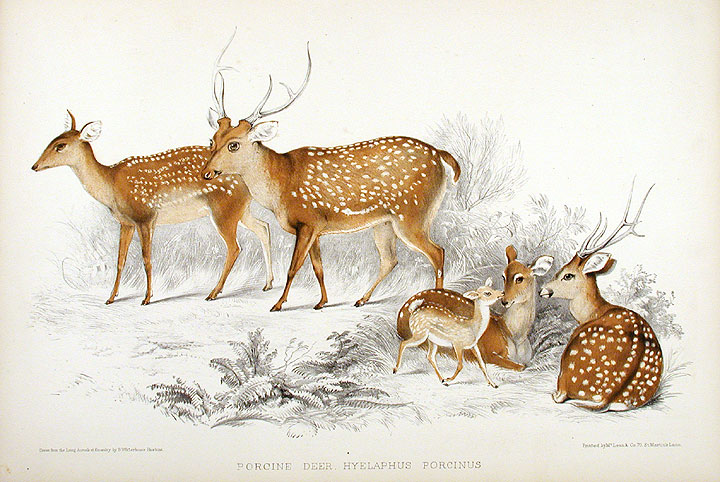
Knowsley Park.
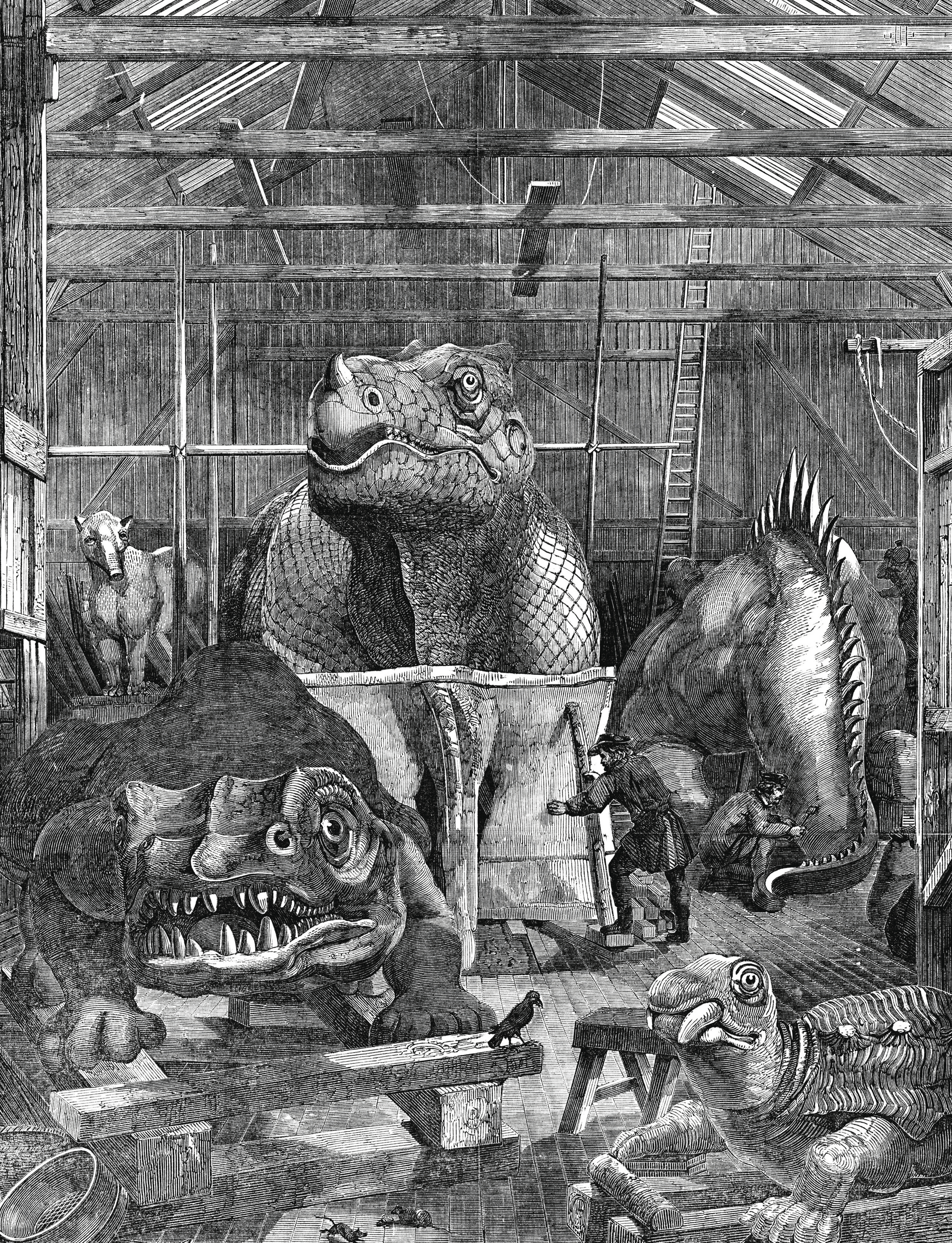
El estudio de Sydenham, mientras realizaba los dinosaurios a tamaño natural para el parque del The Crystal Palace.
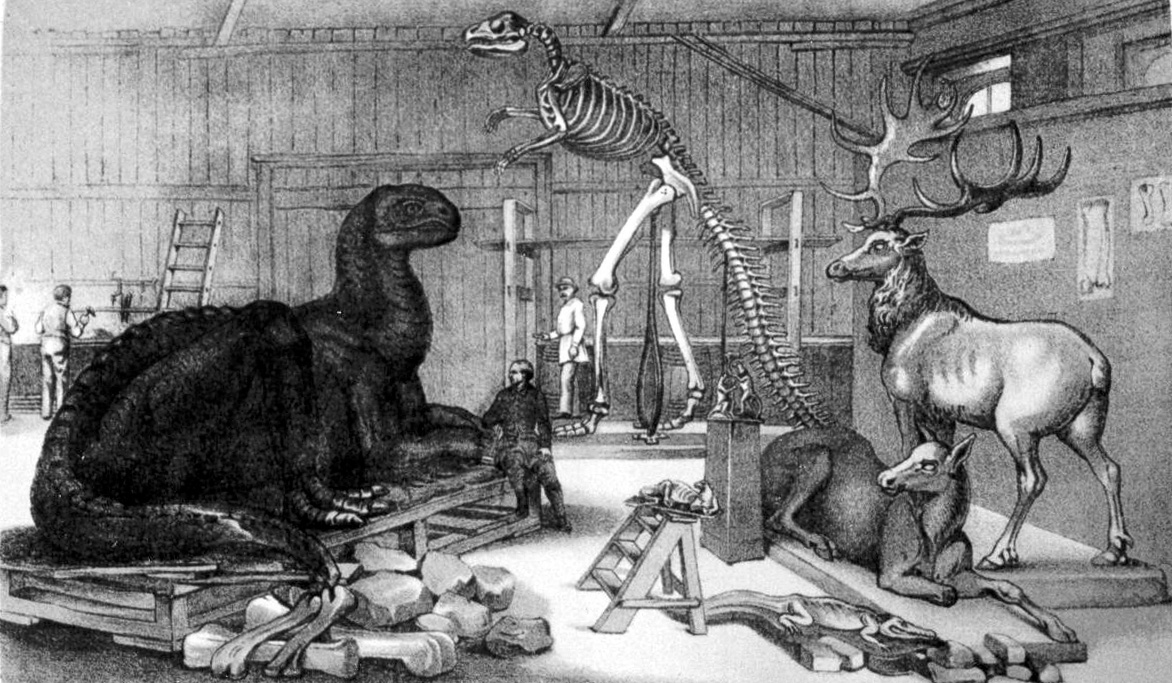
Estudio en el Central Park, con sus recreaciones de animales extintos.
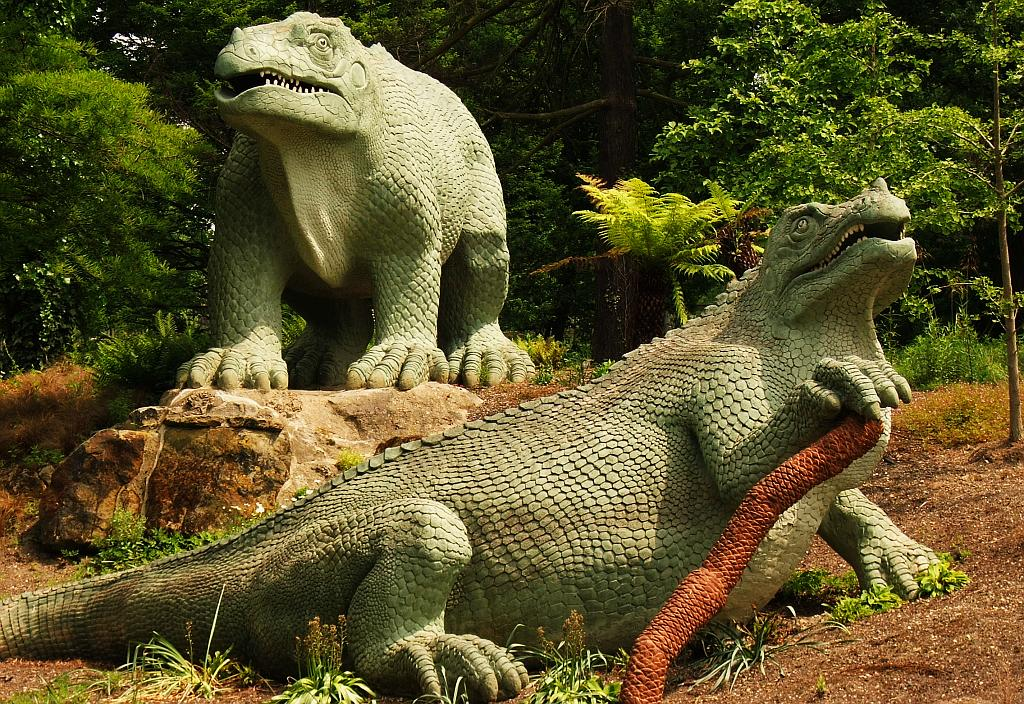
Esculturas de Waterhouse Hawkins en Crystal Palace, representaciones obsoletas de iguanodontes.